# Daniel Schorr
Daniel Louis Schorr (Bronx, Nueva York, 31 de agosto de 1916 – Washington D. C., Estados Unidos, 23 de julio de 2010) fue un combativo y polémico periodista estadounidense, ganador de tres Premio Emmy por su cobertura del escándalo Watergate (figuraba en el número 17 de la lista personal de enemigos de Richard Nixon.)

## Biografía
Hijo de inmigrantes judíos provenientes de Bielorrusia estudió en el City College de New York, su primera entrevista la tuvo a los 12 años cuando reportó a la policía una mujer que había caído en el edificio donde vivía la familia.
Protegido de Edward R. Murrow, fue famoso corresponsal extranjero para la CBS especialmente en la Unión Soviética donde abrió su oficina en 1955 convenciendo a Nikita Jrushchov para su primera entrevista televisiva. En 1957 le fue negada la entrada a la URSS.
Integró la primera fase de CNN de Ted Turner como "Senior Analist".
Fue comentador de la NPR (Radio Pública Nacional) durante 25 años.
En 2002 fue elegido miembro de la Academia Estadounidense de las Artes y las Ciencias.
Se casó con Lisbeth Bamberger, tuvieron dos hijos: Jonathan y Lisa Kaplan.

## Libros
- (2007) Come to Think of It: Notes on the Turn of the Millennium . Viking Adult. ISBN 0670018732.
- (2005) The Senate Watergate Report. Carroll & Graf. ISBN 0-7867-1709-2.
- (2002) Staying Tuned: A Life in Journalism. Washington Square Press. ISBN 0-671-02088-9.
- (1998) Forgive Us Our Press Passes, Selected Works (1972–1998). O'Brien Center for Scholarly Pubns. ISBN 0-9626954-6-7.
- (1978) Clearing The Air. Berkley. ISBN 0-425-03903-X.
- (1970) Don't Get Sick in America. Aurora Publishers. ISBN 0-87695-103-5.

## Premios
- Emmy Award  "for outstanding achievement within a regularly scheduled news program," 1972, 1973, 1974.
- George Polk Award, 1993.
- Alfred I. duPont-Columbia University "Golden Baton", 1996.
- Edward R. Murrow Award for Lifetime Achievement 2002.